# Grand Sable
Grand Sable är en ort i Mauritius.   Den ligger i distriktet Grand Port, i den sydvästra delen av landet, 30 km sydost om huvudstaden Port Louis. Grand Sable ligger 129 meter över havet och antalet invånare är 2 208. Den ligger på ön Mauritius.
Terrängen runt Grand Sable är kuperad västerut, men österut är den platt. Havet är nära Grand Sable åt sydost.  Närmaste större samhälle är Bel Air Rivière Sèche, 6,4 km norr om Grand Sable. 